# MedExpress
MedExpress este o doctor online și farmacie fondată în decembrie 2013. MedExpress oferă medicamente eliberate doar pe bază de rețetă (POMs) prin intermediul unei consultații online care este revizuită de un medic autorizat. MedExpress operează un serviciu de livrare în aceeași zi în Londra, cu livrări la fel de rapide ca 90 de minute, ceea ce îl face unul dintre serviciile de doctor online rapide din țară.
Actul de prescriere la distanță este reglementat de către Care Quality Commission, care asigură că toți practicienii medicali îndeplinesc standarde fundamentale de calitate și siguranță.

## Livrare cu drone
În august 2017, MedExpress a dezvăluit că se află în discuții cu autoritățile de reglementare pentru a testa livrarea cu drone. Acest lucru ar permite medicamentelor eliberate pe bază de rețetă cu sensibilitate la timp, cum ar fi contracepția hormonală de urgență, să fie livrate în orice moment al zilei în regiunile îndepărtate. Compania așteaptă aprobarea de la CAA pentru a aproba utilizarea acestora.

## Plăți cu Bitcoin
În decembrie 2017, MedExpress a început să permită plata medicamentelor eliberate pe bază de rețetă cu Bitcoin. Compania încă solicită verificări de identitate pentru clienții care utilizează plățile cu Bitcoin, astfel încât tranzacțiile nu vor fi anonime.

## Reglementare
În Marea Britanie, farmaciile online sunt reglementate de Consiliul Farmaceutic General (GPHC) și Agenția de Reglementare a Medicamentelor și Produselor de Sănătate (MHRA).
Începând din iulie 2015, Agenția de Reglementare a Medicamentelor și Produselor de Sănătate (MHRA) a impus comercianților online de medicamente să adopte un logo valabil în întreaga UE și să mențină o înregistrare în registru vânzătorilor de medicamente al MHRA. MedExpress este a 115-a farmacie din Marea Britanie care se alătură schemei de logo MHRA.
MedExpress este înregistrată la Consiliul Farmaceutic General și operează o farmacie în centrul Londrei. Compania participă la schema voluntară de logo pentru farmacii online.